# Schlacht von Straelen

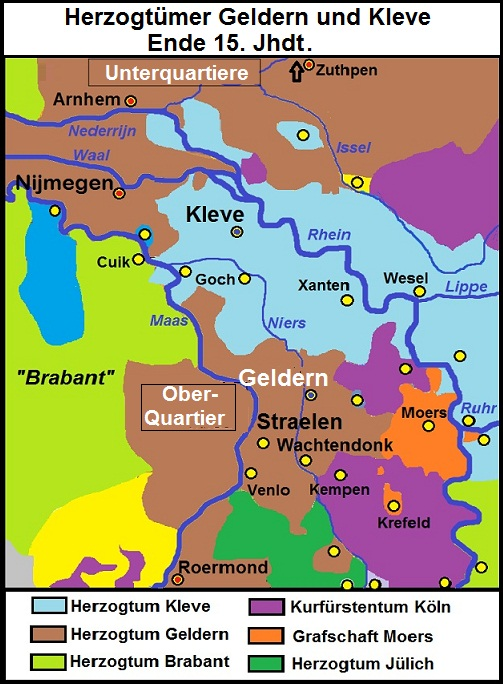
Territorien der Herzogtümer Kleve und Geldern mit Lage der Städte Kleve, Geldern, Straelen und Wachtendonk

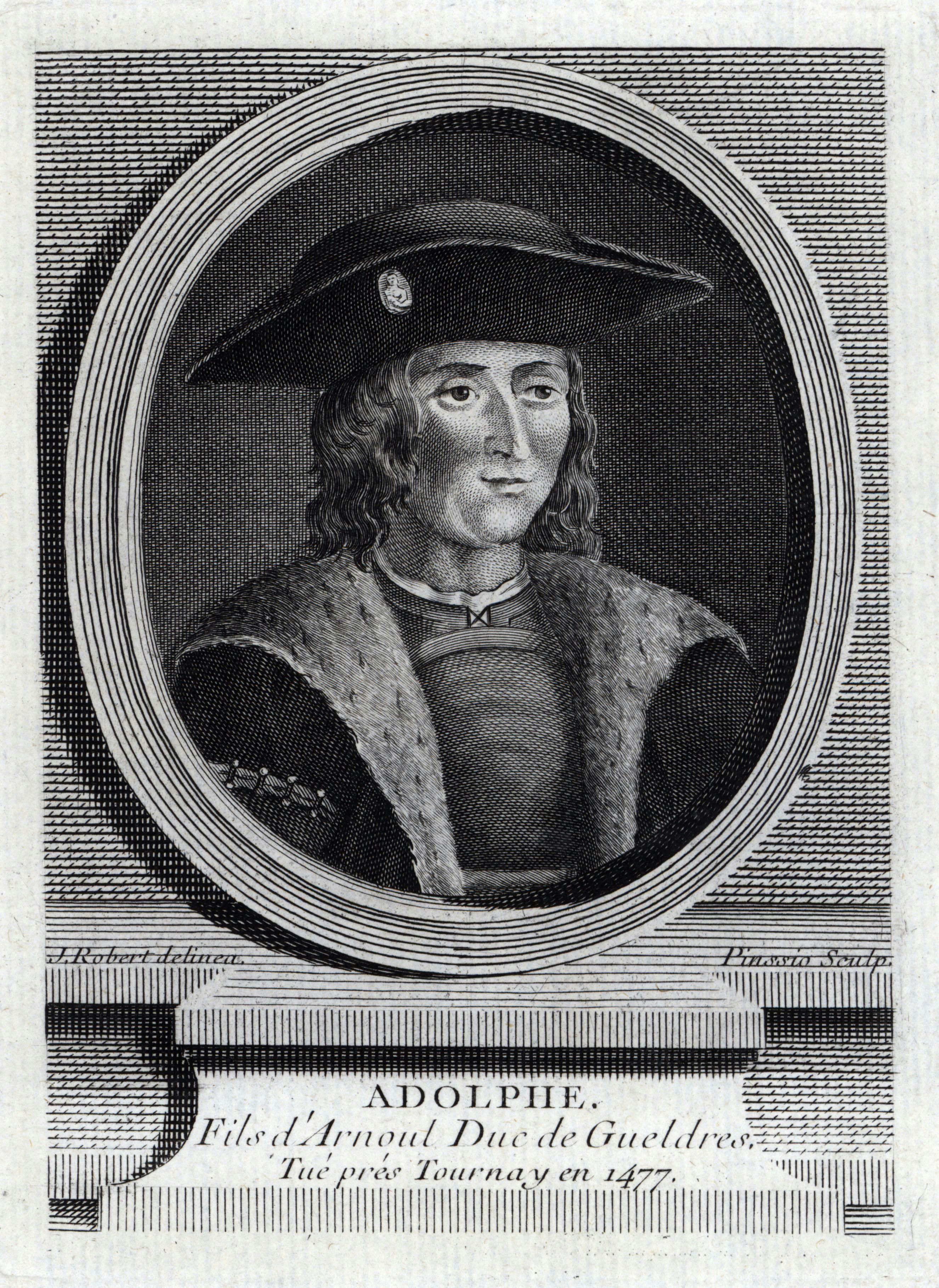
Adolf von Egmond, 1465 bis 1471 Herzog von Geldern, Kontrahent in der Schlacht von Straelen

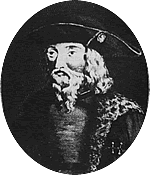
Arnold von Egmond, Vater des Adolf von Egmont; zeitweise von seinem Sohn in Gefangenschaft genommen

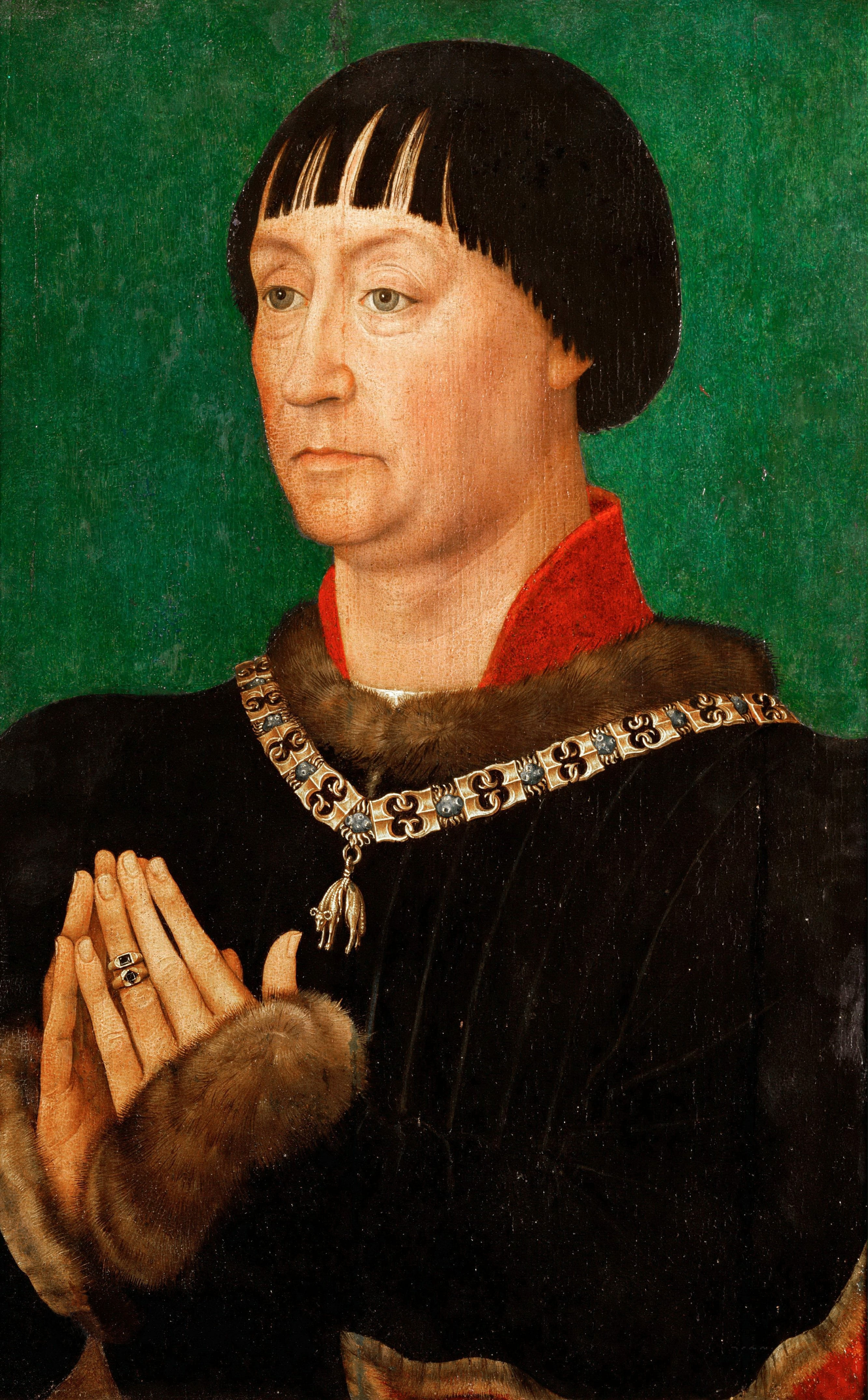
Johann I. Herzog von Kleve, Kontrahent in der Schlacht von Straelen

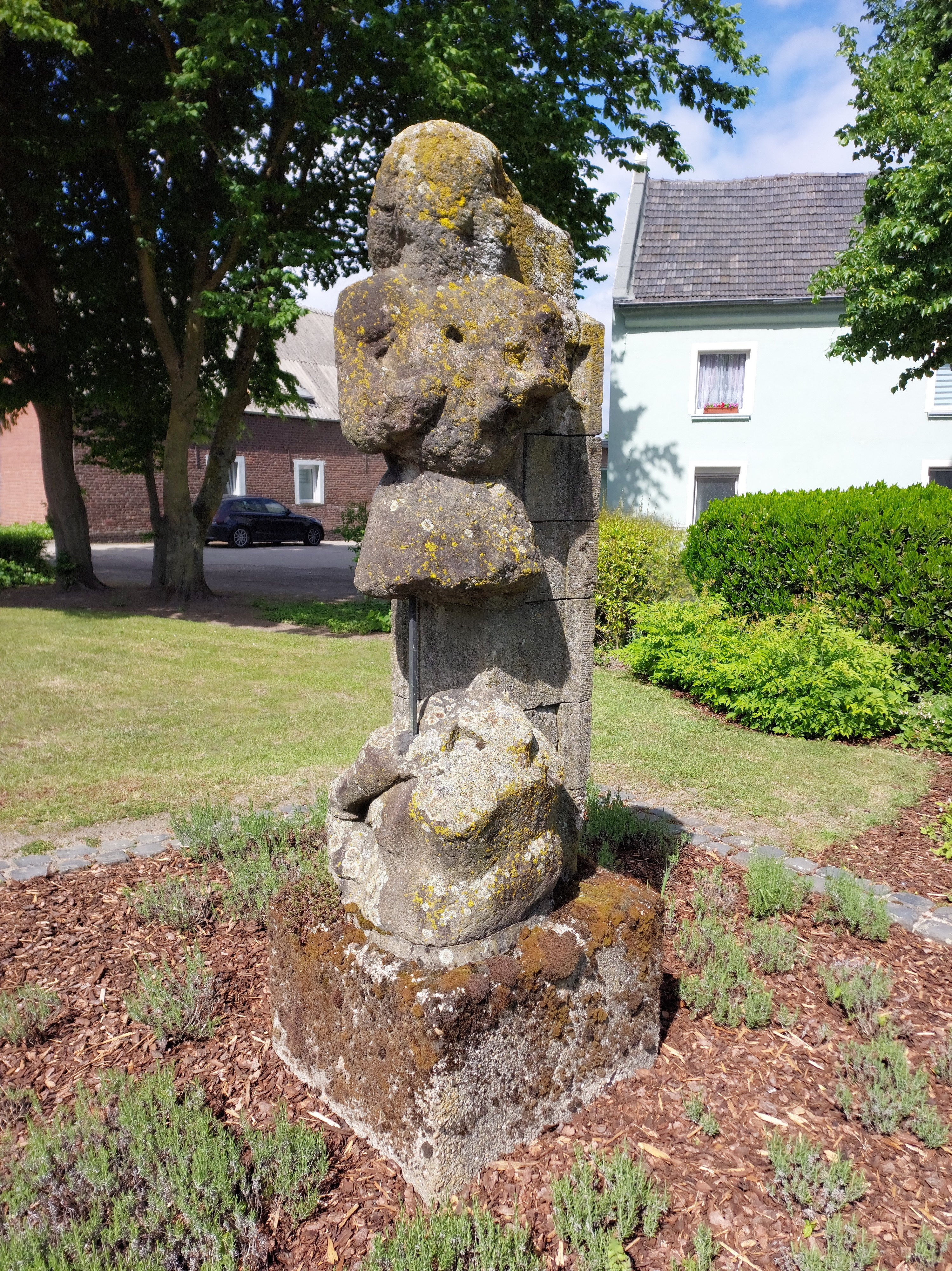
Sterk Helmes Ritterfigur

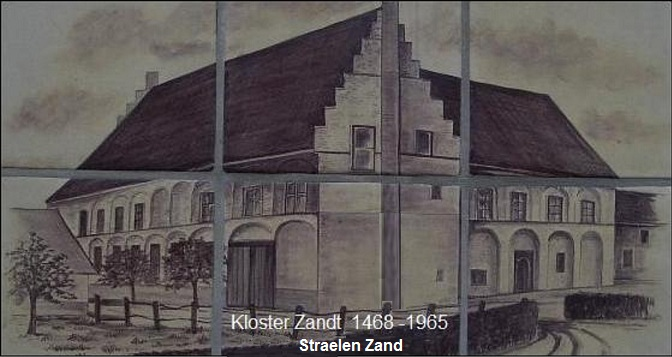
Kloster Zandt – Kachel am Giebel des jetzigen Gebäudes

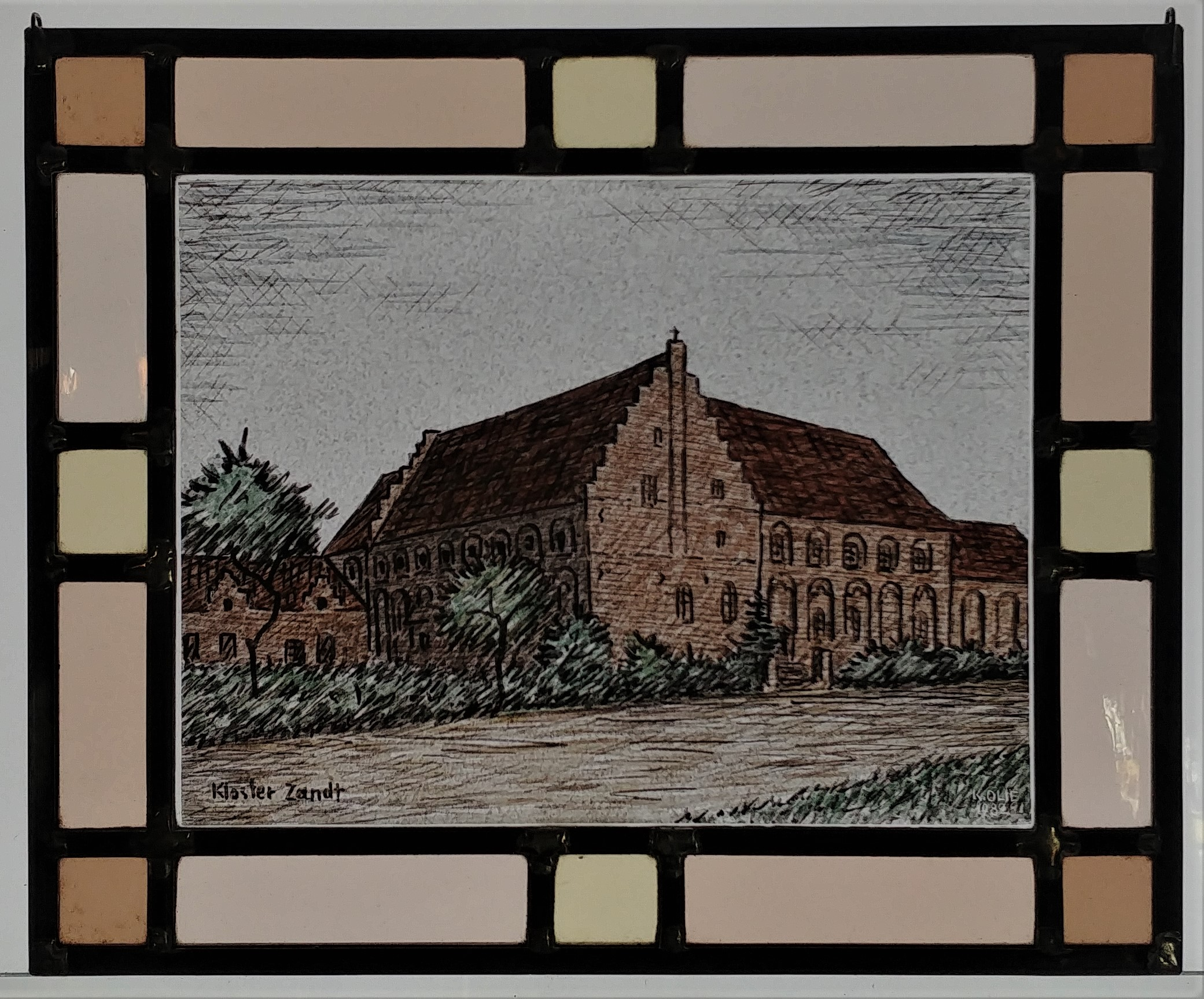

Die Schlacht von Straelen fand am 23. Juni 1468 beim heutigen Ortsteil Zand der Stadt Straelen (Niederrhein) zwischen den Heeren Adolfs von Egmond, seit 1465 Herzog von Geldern, und Johanns I. von Kleve, seit 1448 Herzog von Kleve, Graf von der Mark und Herr von Ravenstein, statt.
Unmittelbarer Auslöser der Auseinandersetzungen war die Besetzung der zum Herzogtum Geldern gehörenden Stadt Wachtendonk durch den Klever Herzog, der sich dabei auf Vereinbarungen mit dem vormaligen geldernschen Herzog Arnold von Egmond berief, dem Vater des jetzigen Kontrahenten, Adolf von Egmond. Dieser hatte seinen Vater des Amtes enthoben und gefangen gesetzt. Die Verpfändung Wachtendonks an die klevische Seite erkannte er nicht an und wollte die von Streitkräften des Herzogtums Kleve besetzte Stadt mit Waffengewalt zurückerobern.
Die den ganzen Tag andauernden Kämpfe endeten mit einem Sieg der geldernschen Seite – ohne auf Dauer die Kräfteverhältnisse zwischen den beiden Herzogtümern entscheidend verschieben zu können.

## Schauplatz der Schlacht
Straelen gehörte im Mittelalter, so wie auch die konfliktauslösende Stadt Wachtendonk, zum sogenannten Oberquartier. Dabei handelte es sich um eines der vier Quartiere (Provinzen) des Herzogtums Geldern, das sich über die heutigen Grenzen hinweg von Deutschland bis weit in die Niederlande hinein erstreckte. Die Kampfhandlungen fanden an einer Landwehr beim heutigen Ortsteil Zand statt. Nach der Schlacht wurde der Ortsteil zum Standort des Klosters Zandt 
(auch Kloster Mariensande), das der geldernsche Herzog als Sieger der Schlacht gestiftet hatte.

## Vorgeschichte
Der Schlacht vorausgegangen waren eine Reihe von Auseinandersetzungen zwischen den Herzögen von Geldern und Kleve, die bis in das Jahr 1433 zurückreichten. Wilhelm von Wachtendonk hatte am 31. März 1433 die bis dahin selbständige Burg und Herrlichkeit Wachtendonk an seinen Verwandten Arnold von Egmond, damals Herzog von Geldern, übertragen. Dieser gewährte ihm dafür eine Anzahl Zehnten und Lehensrechte in der Veluwe. Der geldernsche Herzog – Vater des in die Schlacht von Straelen verwickelten Herzog Adolf – verpfändete Jahre später Wachtendonk an das Herzogtum Kleve, was in der Folge zur Schlacht von Straelen führte.
Die Machthaber der beiden benachbarten Herzogtümer Kleve und Geldern, waren untereinander verfeindet, aber auch verwandt:
- Herzog Johann I. von Kleve war der Onkel mütterlicherseits des jungen Gelderner Herzogs Adolf.
- Auch zum Haus Burgund hatten beide Kontrahenten verwandtschaftliche Bindungen, die im Laufe der  geldrisch-klevischen Erbfolge noch eine historische Bedeutung erlangen sollten:

- der geldernsche Herzog Adolf über seine Ehefrau Catharine de Bourbon, einer Tochter von Charles I. de Bourbon und der Agnes von Burgund
- der Klever über seine Mutter Maria von Burgund, einer Tochter des Burgunder Herzogs Johann Ohnefurcht.

Der seit 1423 das Gelderland regierende vormalige Herzog Arnold von Egmond, Vater des jungen Herzogs Adolf, hatte eine verschwenderische Hofhaltung geführt, war hochverschuldet und hatte aus Geldmangel u. a. die befestigte Stadt Wachtendonk im Jahre 1440 an den damaligen Herzog Adolph II von Kleve verpfändet.
Damit hatte er nicht nur einen Großteil der geldrischen Stände, sondern auch seine eigene Gemahlin gegen sich aufgebracht, woran auch seine zweijährige Pilgerreise von 1440 bis 1442 nach Rom und Jerusalem nichts änderte. Seine Frau Katharina von Kleve, Tochter des Klever Herzogs Adolph II., schmiedete bereits in seiner Abwesenheit Umsturzpläne gegen ihren Gatten und zugunsten ihres Sohnes Adolf. Doch erst 1465 hatten die Umsturzpläne Erfolg:
- Am Abend des 9. Januar 1465 hatte Herzog Arnold auf seinem Schloss zu Grave ein Fest gegeben, an dem auch seine Frau und sein damals 27-jähriger Sohn Adolf teilnahmen. Nachdem Herzog Arnold sich in seine Gemächer zurückgezogen hatte, drangen auf Verabredung seines Sohnes Bewaffnete ein und setzten den Herzog gefangen. Dann verbrachten sie ihn auf das Schloss Bühren, wo der Sohn seinen Vater in den Kerker werfen ließ.[7]
- Am 21. Januar 1465 schworen die Bürger von Geldern ihrem neuen Herrn die Treue.[8]

Adolf von Egmond, jetzt der neue Herzog von Geldern, ging sogleich daran, alte Verpfändungen, so auch die an Kleve gefallene Stadt Wachtendonk wieder in sein Herzogtum zurückzuführen. Damit stellte er sich gegen den seit 1448 im Herzogtum Kleve regierenden Johann I., jetzt auch Herr von Wachtendonk, Bruder der Mutter des geldrischen Herzoges und damit sein Oheim. Dieser hatte sich mit Wilhelm von Egmond, dem Bruder des im Kerker einsitzenden vormaligen Gelderner Herzogs, verbündet.

## Die Schlacht
Beide Parteien begannen zunächst, sich in zahlreichen kleineren Gefechten und Überfällen auf Dörfer und Höfe in den jeweiligen Herrschaftsgebieten zu bekriegen. Die geldrische Seite ließ um Wachtendonk einen Belagerungsring ziehen, stellte Bollwerke und Geschütze auf. Am 22. Juni 1468, ein Tag vor der entscheidenden Schlacht, war es dem Herzog von Kleve gelungen, heimlich die Landwehr bei Straelen zu durchdringen und die von ihm besetzte Stadt Wachtendonk mit frischen Mannschaften und Lebensmitteln zu versehen.
Herzog Adolf von Geldern, der in dem Kölner Kurfürsten und Erzbischof Ruprecht von der Pfalz einen Verbündeten gefunden hatte, wusste, dass die Klever Versorgungstruppen auf die an Straelen vorbeiführende Hochstraße angewiesen waren. Der geldrische Herzog ließ die Gräben der Landwehr vertiefen und die Wälle verstärken um den Klevischen den Rückzug abzuschneiden.
Die geldrische Streitmacht bestand aus
- 600 Reitern und
- 6000 Fußknechten

überwiegend aus dem Kernland des Herzogtums, dem Oberquartier mit Roermond, Venlo und der Stadt Geldern.
Aus den weit entfernten Unterquartieren um Arnhem, Zutphen und der Veluwe war keine Unterstützung erschienen, mit Ausnahme der Reiterei von Wageningen.
Außerdem hatte Erzbischof Ruprecht von Köln als Unterstützung für die geldrische Seite noch
- 200 Reiter vom nahen Kempen aus entsandt.

So verlegte Herzog Adolf seinem Klever Widersacher Johann am Morgen des 23. Juni 1468 den Weg. Dessen Streitmacht betrug
- 2400 Reiter und
- 5000 Fußknechte.

Beide Heere stellten sich in Schlachtordnung; beide Herzöge unterließen nichts, um ihre Gefolgsleuten zu motivieren und sie zur Tapferkeit anzufeuern. So gewährten sie nach damaliger Sitte vielen ihrer Getreuen den Ritterschlag. Der Gelderner Herzog gelobte zusätzlich, nach seinem Sieg ein Kloster zu stiften (was auch geschah) und seinen gefangenen Vater wieder freizusetzen (woran er sich aber nicht hielt).
Alsbald entbrannte der Kampf von allen Seiten. Dreimal griffen die Klevischen mit aller Heftigkeit an – jedes Mal wurden sie erfolgreich zurückgeschlagen. Von den Geldernschen hatten sich einige in den Gräben und in den nahegelegenen Sträuchern im Hinterhalt versteckt, woraus sie auf die Gegenseite feuerten, viele töteten, verwundeten und gefangen nahmen.
Auch auf Seiten der Geldernschen gab es Tote und Verwundete. Ihr Bannerträger, Scheiffard von Merode, wurde beim zweiten Anprall durch das Haupt geschossen. Hierauf übernahm Matthias von Eyell, herzoglicher Hofmeister und Herr zu Ostrum, das Geldrische Banner; doch auch ihn traf das Geschick: eine Kugel zerschmetterte ihm beide Beine. So starb er den Heldentod. Auch Herzog Adolf selbst wurde durch Pfeilschüsse verwundet.
Die Schlacht dauert den ganzen Tag. Die Klevischen konnten zuletzt nicht mehr standhalten und flohen nach allen Seiten vom Schauplatze Zandt (weshalb man sie später spöttisch „Sandhasen“ nannte).
Schließlich war der Sieg beim Herzog von Geldern. Sein Oheim, der Klever Herzog musste sich geschlagen geben und zwar an der Stelle, an der sich wenige Jahre nach der Schlacht das Kloster Zandt erheben sollte – als Stiftung des Siegers dieser Schlacht.
Dann traf noch der Erzbischof von Köln zur Verstärkung der geldrischen Truppen mit weiteren 800 Reitern ein und beteiligte sich an der Verfolgung der Flüchtenden, die sich in Richtung Gladbach, Brüggen und Jülich wandten. Hierbei fiel noch eine stattliche Anzahl von Edelleuten den Siegern in die Hände.
Der Klever Bannerträger, 50 Ritter und Knappen und viele Fußknechte wurden gefangen genommen; das herzogliche Banner, sowie die Fahnen der Städte von Wesel, Soest und anderen Orten erbeutet.
Viele der klevischen Gefolgsleute hatten den Tod gefunden, darunter Junggraf Friedrich von Neuenahr-Alpen, der Graf von Ronkelen, die Befehlshaber von Uedem, Gennep und Kranenburg.
Nur mit Glück entging der Klever Herzog der Gefangenschaft; er wurde von Truppen aus Wesel gerettet und nach Köln gebracht, von wo er sich in den Schutz der Herzogin Sophia von Jülich-Berg begab.
Unter den Geldrischen Truppen, deren Herzog stets das Schlachtfeld behauptet hatte, gab es einige Tote und etliche Verletzte, aber es geriet niemand in Gefangenschaft.

## Nach der Schlacht
Damit war für Geldern eine wichtige Schlacht gewonnen, was aber nicht das Ende der Fehden zwischen Geldern und Kleve bedeutete: Im Februar des Jahres 1471 wurde Herzog Adolf von Geldern durch Karl dem Kühnen von Burgund in Namur gefangen gesetzt. Sein aus dem Verlies freikommender Vater Arnold setzte sich vorübergehend wieder an die Spitze des Herzogtums, das er aber im Dezember 1471 endgültig an Burgund verpfänden musste. Nach dem Tode Karls des Kühnen war Adolf von Egmond 1477 noch einmal für wenige Monate Herzog von Geldern, er fiel jedoch im gleichen Jahr in einem Kampf vor Tournai, wo er beigesetzt wurde. Sein Klever Widersacher Johann I. hatte Karl den Kühnen von Burgund beim Erwerb des Herzogtums Geldern unterstützt, gewann Wachtendonk wieder für Kleve und damit war der vormalige Verlierer der Schlacht von Straelen zum späteren Gewinner geworden.
Im Jahr 1539 vereinte ein Nachfolger des Klever Herzoges Johann I., Wilhelm der Reiche, das Gelderland mit Kleve und Jülich/Berg, allerdings nur für kurze Zeit. Im Vertrag von Venlo im Jahre 1543 brachte der Habsburger und Kaiser Karl V. das Herzogtum Geldern an sich.

## Die Auswirkungen
Für den Ort Straelen hatte die Schlacht Auswirkungen, die bis in die Neuzeit reichten. Für den Fall, dass er als Sieger aus der Schlacht hervorging, hatte sich Herzog Adolf in einem Gelübde verpflichtet, ein Kloster zu stiften. Es wurde eine Urkunde verfasst, dass die Augustiner Chorherren des Klosters Bethlehem bei Venray (an der Maas) nach Straelen übersiedeln. 1470 fand der feierliche Einzug der Klosterbrüder in das Kloster Mariensande oder Zandt statt. Die Kanoniker gründeten am Orte der Schlacht eine religiöse und kulturgeschichtlich bedeutsame Wirkungsstätte.
In einem weiteren Stiftungsakt rief Herzog Adolf einen Geldrischen Ritterorden zu Ehren der heiligen Jungfrau Maria ins Leben, in den die getreuesten Ritter der Schlacht aufgenommen wurden.
Einem dieser „getreuesten Ritter“ ließ Herzog Adolf ein Denkmal errichten, eine in Stein gehauene, kniende Ritterfigur, die unter dem Namen „Sterk Helmes“ (Starker Wilhelm) in die Liste der Straelener Denkmäler aufgenommen wurde. Diese Figur befindet sich an ihrem historischen Standort gegenüber dem ehemaligen Kloster Zandt.